# Leichtathletik-Europameisterschaften 1934/400 m Hürden der Männer

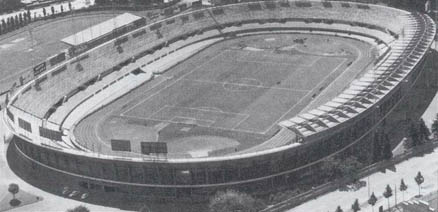
Turiner Olympiastadion – damalige Bezeichnung
Stadio Benito Mussolini

Der 400-Meter-Hürdenlauf der Männer bei den Leichtathletik-Europameisterschaften 1934 wurde am 8. und 9. September 1934 im Turiner Stadio Benito Mussolini ausgetragen.
Europameister wurde der Deutsche Hans Scheele, der vor dem Finnen Akilles Järvinen gewann. Bronze ging an den Griechen Christos Mantikas.

## Rekorde

### Bestehende Rekorde
| Weltrekord           | 50,6 s                                              | Glenn Hardin                                        | Stockholm, Schweden                                 | 26. Juli 1934                                       |
| Europarekord         | 52,0 s                                              | David Burghley                                      | Los Angeles, USA                                    | 1. August 1932                                      |
| Meisterschaftsrekord | Einen Europameisterschaftsrekord gab es noch nicht. | Einen Europameisterschaftsrekord gab es noch nicht. | Einen Europameisterschaftsrekord gab es noch nicht. | Einen Europameisterschaftsrekord gab es noch nicht. |

### Rekordverbesserungen
Im ersten Rennen wurde ein erster Europameisterschaftsrekord aufgestellt, der dann einmal gesteigert wurde. Darüber hinaus gab es zwei neue Landesrekorde.
- Europameisterschaftsrekorde:
  - 55,4 s (erster EM-Rekord) – Hans Scheele (Deutsches Reich), erster Vorlauf am 7. September
  - 53,2 s (Verbesserung des ersten EM-Rekords) – Hans Scheele (Deutsches Reich), Finale am 8. September
- Landesrekorde:
  - 53,7 s – Akilles Järvinen (Finnland), Finale am 8. September
  - 54,9 s – Christos Mantikas (Griechenland), Finale am 8. September

## Vorrunde
7. September 1934

Da nur sieben Teilnehmer in diesem Wettbewerb starteten, qualifizierten sich die jeweils ersten drei Läufer aus den beiden Vorläufen – hellblau unterlegt – direkt für das Finale. Ein einziger Läufer schied dabei aus, die drei Athleten des zweiten Vorlaufs mussten lediglich ins Ziel kommen, um im Finale dabei zu sein.

### Vorlauf 1

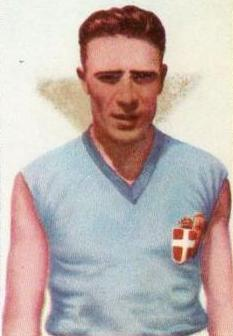
Luigi Facelli kam auf den sechsten Platz.

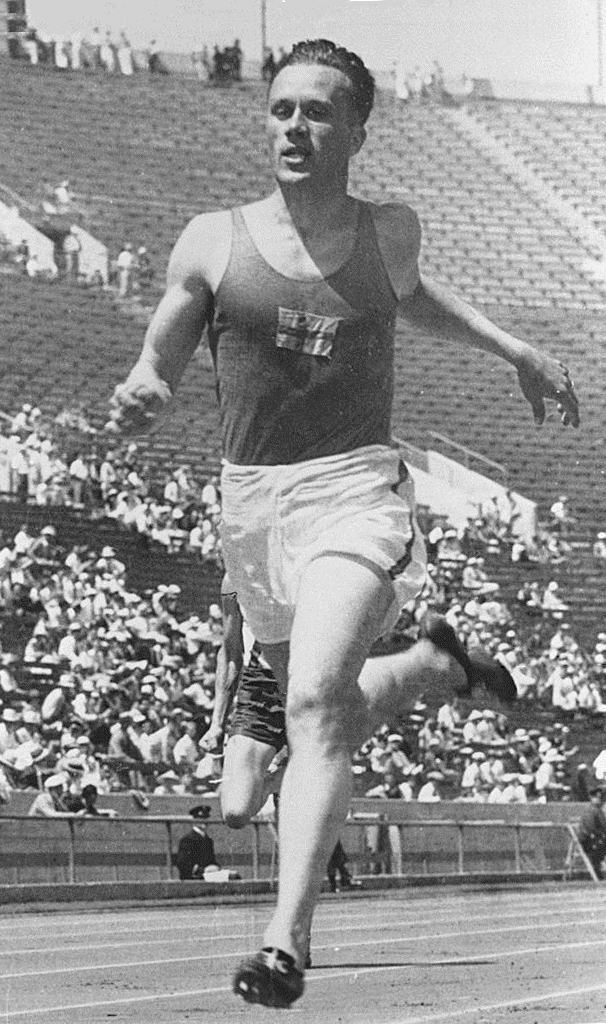
Akilles Järvinen – offensichtlich Spezialist für Silbermedaillen, auch bei den Olympischen Spielen 1928 und 1932 gewann er zweimal Silber, dort jeweils im Zehnkampf.

| Platz | Name              | Nation             | Zeit        |
| ----- | ----------------- | ------------------ | ----------- |
| 1     | Hans Scheele      | Deutsches Reich    | 0055,4 s CR |
| 2     | Christos Mantikas | Griechenland       | 0056,1 s    |
| 3     | Ernst Leitner     | Österreich         | 0056,5 s    |
| 4     | Mario Radaelli    | Königreich Italien | 1:10,0 min  |

### Vorlauf 2
| Platz | Name               | Nation             | Zeit       |
| ----- | ------------------ | ------------------ | ---------- |
| 1     | Akilles Järvinen   | Finnland           | 0057,2 s   |
| 2     | Luigi Facelli      | Königreich Italien | 0057,3 s   |
| 3     | Holger Albrechtsen | Norwegen           | 1:02,7 min |

## Finale
8. September 1934
| Platz | Name               | Nation             | Zeit      |
| ----- | ------------------ | ------------------ | --------- |
| 1     | Hans Scheele       | Deutsches Reich    | 53,2 s CR |
| 2     | Akilles Järvinen   | Finnland           | 53,7 s NR |
| 3     | Christos Mantikas  | Griechenland       | 54,9 s NR |
| 4     | Holger Albrechtsen | Norwegen           | 55,0 s NR |
| 5     | Ernst Leitner      | Österreich         | 55,2 s    |
| 6     | Luigi Facelli      | Königreich Italien | NT000     |